# 2007년 MTV 무비 어워드
제16회 MTV 무비 & TV 어워드는 2007년 6월 3일에 열린 시상식이다.

## 수상 및 후보

### 최고의 영화상
- 캐리비안의 해적 - 망자의 함 - 고어 버빈스키 수상
- 300 - 잭 스나이더
- 보랏 - 카자흐스탄 킹카의 미국 문화 빨아들이기 - 래리 찰스
- 블레이즈 오브 글로리 - 조쉬 고든 외 1명
- 미스 리틀 선샤인 - 조나단 데이턴 외 1명

### 최고의 연기상
- 캐리비안의 해적 - 망자의 함 - 조니 뎁 수상
- 행복을 찾아서 - 윌 스미스
- 300 - 제라드 버틀러
- 캐리비안의 해적 - 망자의 함 - 키이라 나이틀리
- 드림걸즈 - 제니퍼 허드슨
- 드림걸즈 - 비욘세

### 주목할만한 배우상
- 행복을 찾아서 - 제이든 스미스 수상
- 미스 리틀 선샤인 - 아비게일 브레스린
- 악마는 프라다를 입는다 - 에밀리 브런트
- 알파 독 - 저스틴 팀버레이크
- 스톰프 더 야드 - 컬럼버스 숏
- 300 - 레나 헤디

### 최고의 키스상
- 탤러데가 나이트 - 릭키 바비의 발라드 - 윌 페렐 & 사차 바론 코엔 수상
- 리틀 맨 - 마론 웨이언스 & 브리타니 다니엘
- 인빈서블 - 마크 웰버그 & 엘리자베스 뱅크스
- 스톰프 더 야드 - 컬럼버스 숏 & 메건 굿
- 로맨틱 홀리데이 - 카메론 디아즈

### 최고의 싸움상
- 300 - 제라드 버틀러 vs The Uber Immortal 수상
- 보랏 - 카자흐스탄 킹카의 미국 문화 빨아들이기 - 사샤 바론 코헨
- 나쵸 리브레 - 잭 블랙, Hector Jemenez vs Los Duendes
- 겁나는 여친의 완벽한 비밀 - 우마 서먼 vs 안나 페리스
- 블레이즈 오브 글로리 - 윌 페렐 vs 존 헤저

### 최고의 악당상
- 디파티드 - 잭 니콜슨 수상
- 캐리비안의 해적 - 망자의 함 - 빌 나이
- 악마는 프라다를 입는다 - 메릴 스트립
- 300 - 로드리고 산토로
- 쏘우 3 - 토빈 벨

### 최고의 코믹연기상
- 보랏 - 카자흐스탄 킹카의 미국 문화 빨아들이기 - 사샤 바론 코헨 수상
- 블레이즈 오브 글로리 - 윌 페렐
- 악마는 프라다를 입는다 - 에밀리 브런트
- 박물관이 살아있다! - 벤 스틸러
- 클릭 - 아담 샌들러

### 최고의 영화 패러디상
- United 300 - Andy Signore 수상
- Texas Chainsaw Musical - Zan Passante
- Texas Chainsaw Massacre: The Rehab - Noah Harald
- Casino Royale with Cheese - Bill Caco
- Quentin Tarantino's Little Miss Squirtgun - Velcro Troupe

### 최고의 여름추천 작품상
- 트랜스포머 - 마이클 베이 수상
- 러시 아워 3 - 브렛 래트너
- 헤어스프레이 - 애덤 쉥크만
- 판타스틱 4 - 실버 서퍼의 위협 - 팀 스토리
- 에반 올마이티 - 톰 새디악
- 해리 포터와 불사조 기사단 - 데이빗 예이츠

### 최고의 영화제작사상
- Josh Greenbaum 수상
- Robert Dastoli
- Maria Gigante
- Alexander Poe
- Andrew Shipsides

### MTV 제너레이션상
- 마이크 마이어스 수상